# Trapezi
|  | Per a altres significats, vegeu «Trapezi (desambiguació)». |

Un trapezi és un quadrilàter simple i convex amb com a mínim dos costats paral·lels. Aquests costats paral·lels s'anomenen les bases del trapezi, i els costats no paral·lels (si n'hi ha) són els costats o arestes laterals.

## Classificació
Els trapezis solen classificar-se segons diversos criteris, en general no excloents.

### Segons els angles

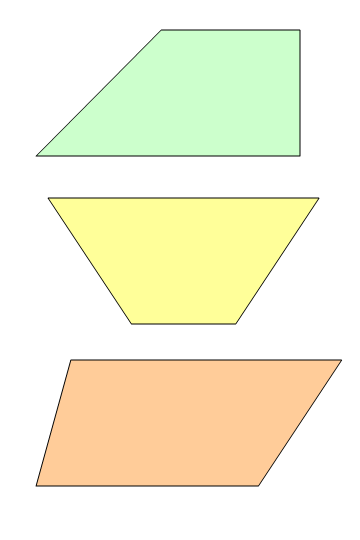
Trapezis segons els seus angles: rectangle, acutangle i obtusangle.

Un trapezi té quatre angles interiors, la suma dels quals és sempre 2π (i.e. 360°).
- Si té dos angles rectes adjacents, s'anomena trapezi rectangle.[2] Si té un tercer angle també recte, aleshores el quart angle també ho és i el trapezi és un rectangle.
- Si té dos angles obtusos no adjacents (i, per tant, també dos angles aguts no adjacents), s'anomena trapezi obtusangle.
- Si té dos angles aguts adjacents (i com a resultat també dos angles obtusos adjacents), s'anomena trapezi acutangle. En aquest cas, els angles aguts sempre seran a banda i banda de la base major del trapezi i els obtusos a banda i banda de la base menor.

### Segons els costats
- Si no hi ha cap parell de costats de la mateixa longitud, s'anomena trapezi escalè.
- Si els dos costats paral·lels tenen la mateixa longitud, s'anomena trapezi isòsceles. En aquest cas, els seus angles són iguals dos a dos (els dos angles d'una mateixa base són iguals entre ells).[3] A més, les seves dues diagonals tenen la mateixa longitud. Els trapezis isòsceles són sempre acutangles. El grup de simetria d'un triangle isòsceles és sempre el grup diedral D₂.Trapezi tangencial. El dibuix mostra la circumferència inscrita (línia discontínua), els vèrtexs, els punts de tangència i l'incentre.

Trapezi tangencial. El dibuix mostra la circumferència inscrita (línia discontínua), els vèrtexs, els punts de tangència i l'incentre.

  - En particular, si un tercer costat té la mateixa longitud que els costats paral·lels s'anomena trapezoide trisòsceles o trapezoide trilateral.
- Si tots els seus costats són iguals, és un quadrat.

### Altres classificacions
- Si el trapezi té els seus costats paral·lels dos a dos, s'anomena paral·lelogram.
- Si existeix una circumferència inscrita al trapezi (és a dir, una circumferència tangent a tots els costats del trapezi) s'anomena trapezi tangencial.

## Caracterització
Donat un quadrilàter convex Q, les següents afirmacions són equivalents:
- Q és un trapezi.
- Q té dos angles adjacents que són suplementaris.
- L'angle entre un costat i una diagonal és igual a l'angle entre el costat oposat i la mateixa diagonal.
- Traçant les dues diagonals de Q, els dos triangles que no tenen cap dels costats en un dels costats paral·lels de Q tenen la mateixa àrea.
- El producte de les àrees dels triangles formats en partir Q per una diagonal és independent de la diagonal triada.
- Siguin T1 T₂ dos triangles oposats d'entre els obtinguts en tallar Q per les dues diagonals. Es compleix {\displaystyle {\sqrt {{\text{Àrea}}(Q)}}={\sqrt {{\text{Àrea}}(T_{1})}}+{\sqrt {{\text{Àrea}}(T_{2})}}}
- El punt mitjà de cadascun de dos costats oposats i el punt de tall de les diagonals estan alineats.
- Siguin α, β, γ i δ els quatre angles interiors de Q de manera que α i γ són oposats, es compleix {\displaystyle \sin {\alpha }\sin {\gamma }=\sin {\beta }\sin {\delta }}
- La suma dels cosinus de dos angles adjacents és zero, i la suma dels cosinus dels dos altres angles adjacents també és zero.
- La suma de les cotangents de dos angles adjacents és zero, i la suma de les cotangents dels dos altres angles adjacents també és zero.
- Existeix una bimediana que parteix Q en dos quadrilàters d'àrees iguals.

## Mesures elementals
Donat un trapezi de bases {\displaystyle a} i {\displaystyle b}, amb {\displaystyle a\leq b}, i costats laterals {\displaystyle c} i {\displaystyle d}, es tenen els valors següents: L'altura {\displaystyle h} es pot calcular com:
{\displaystyle h={\frac {\sqrt {4(a-c)^{2}d^{2}-[d^{2}+(a-c)^{2}-b^{2}]^{2}}}{2(a-c)}}}
L'àrea {\displaystyle A} es pot trobar a partir de la fórmula:
{\displaystyle A={\frac {(a+b)h}{2}}}
La longitud del segment mitjà {\displaystyle m} del trapezi (el segment que uneix els punts mitjans dels costats laterals, i que, per tant, és paral·lel a les bases) es calcula amb la fórmula següent:
{\displaystyle m={\frac {a+b}{2}}}
El baricentre o centre de massa del trapezi de bases està situat en el segment que uneix els punts mitjans de les seves bases, a una distància perpendicular {\displaystyle l} expressada per:
{\displaystyle l={\frac {h}{3}}\cdot {\frac {2a+b}{a+b}}}

## Diagonals
Donat un trapezi de bases {\displaystyle a} i {\displaystyle b}, amb {\displaystyle a<b}, i de costats laterals {\displaystyle c} i {\displaystyle d}. Les longituds de les seves diagonals són:
{\displaystyle {L}_{1}={\sqrt {\frac {ab^{2}-a^{2}b-ac^{2}+bd^{2}}{b-a}}},}
{\displaystyle {L}_{2}={\sqrt {\frac {ab^{2}-a^{2}b-ad^{2}+bc^{2}}{b-a}}}}
A més, sigui {\displaystyle O} la intersecció entre les dues diagonals, siguin {\displaystyle A} i {\displaystyle B} els vèrtexs d'una de les bases i siguin {\displaystyle C} i {\displaystyle D} els vèrtexs de l'altra es compleix sempre que:
{\displaystyle {\text{Àrea}}(AOD)={\text{Àrea}}(BOC)}
Amb la mateixa nomenclatura de punts esmentada, sigui {\displaystyle M} el segment inscrit al trapezi i paral·lel a les bases que passa per {\displaystyle O}, es compleix que la longitud de {\displaystyle M} és la mitjana harmònica dels costats laterals, és a dir que
{\displaystyle {\frac {1}{\lVert M\rVert }}={\frac {1}{2}}\left({\frac {1}{\lVert AD\rVert }}+{\frac {1}{\lVert BC\rVert }}\right)}

## Aplicacions
Diversos fenòmens i formes de la natura són modelitzables a partir d'un trapezi. A més, el trapezi es fa servir àmpliament en enginyeria i arquitectura. D'entre les aplicacions esmentades en destaquen, per àrea, les següents:

### Anatomia humana
En anatomia humana prenen el nom del trapezi, per la seva forma, un os de la mà i un múscul de les extremitats superiors.

### Arquitectura

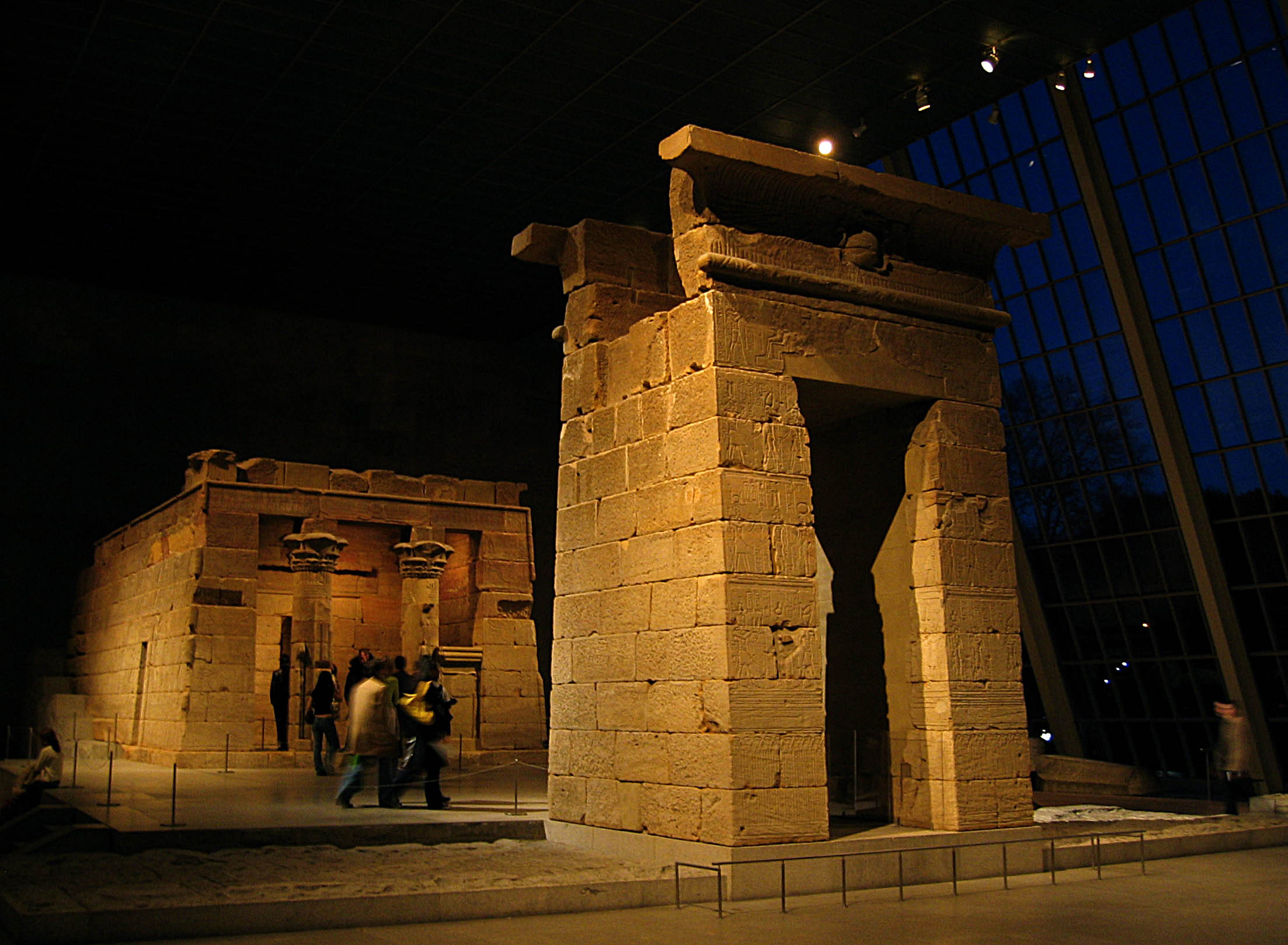
El Temple de Dendur, conservat al Metropolitan Museum of Art de Nova York.

En arquitectura, el terme es fa servir per referir-se a portes, finestres i edificis simètrics construïts més amples a la base, afilant-se cap a la part superior, a l'estil egipci. Si aquests tenen costats rectes i cantonades angulars, les seves formes solen ser trapezis isòsceles. Aquesta forma apareix ja en l'arquitectura de l'Antiguitat, i era per exemple l'estil estàndard per a les portes i finestres de l'arquitectura inca.

### Astronomia
El cúmul del Trapezi, al centre de la nebulosa d'Orió, que pren el nom de l'asterisme de quatre estrelles relativament brillants que conté —en una forma que recorda a un trapezi.

### Biologia
Més enllà dels usos en anatomia ja esmentats, àrees de la biologia com la morfologia, la taxonomia i altres disciplines descriptives usen el terme en situacions diverses. En taxonomia en trobem com a exemples la subfamília dels trapezitins, el gènere dels trapezites o la família trapèzids. En morfologia, elements com el protòrax d'alguns insectes es presenten en formes similars a trapezis.

### Enginyeria
En enginyeria, i especialment en arquitectura de computadors, els trapezis s'empren per a representar els multiplexors.

### Teoria de nombres

Representació en forma de trapezi del nombre 15, un nombre trapezoïdal (15 = 4 + 5 + 6).

En la branca matemàtica de la teoria de nombres s'anomenen nombres trapezoïdals aquells nombres naturals que es poden escriure com la suma de dos o més nombres naturals majors que u.